# Стрёмфельт, Хедвиг Элисабет
Хедвиг Элисабет Стрёмфельт (швед. Hedvig Elisabet Strömfelt, урождённая Врангель (швед. Wrangel); 1687— 8 марта 1751), — шведская придворная дама. Она служила обер-гофмейстериной (швед. överhovmästarinna) при двух королевах Швеции: Ульрике Элеоноре и Луизе Ульрике Прусской, а также королевской гувернанткой у королевских детей. Густав III, король Швеции, в своих сочинениях отзывался о ней с любовью и восхищением.

## Биография
Хедвиг Элисабет Врангель была дочерью полковника-дворянина Юргена Юхана Врангеля и Маргареты Стенбок. Она была замужем за членом риксрода, графом Юханом Карлом Стрёмфельтом (1678—1736). Она стала матерью троих детей, в том числе Ульрики Стрёмфельт.
Овдовевшая Стрёмфельт в 1736 году была приставлена обер-гофмейстериной (швед. överhovmästarinna) к Ульрике Элеоноре в качестве преемницы на этой должности Катарины Эббы Хорн аф Оминне. Хедвиг Элисабет, будучи главной из всех придворных дам королевы, служил ей до самой смерти королевы в 1741 году.
После женитьбы наследного принца на Луизе Ульрике Прусской в 1744 году Стрёмфельт вновь заняла свой пост при королевском дворе и приветствовала её вместе с остальными придворными дамами покойной королевы в Гнатскове в шведской Померании. Обладая опытом в области шведского придворного этикета, она смогла давать наставления Луизе Ульрике при новом дворе, и, по тогдашнему описанию, обладая мудрым суждением в сочетании с привлекательной и молодой внешностью, она завоевала доверие Луизы Ульрики.
Луиза Ульрика следующим образом описала её в письме к своей матери:
«Графиня Стремфельт … это очень хорошая женщина, и я с ней прекрасно лажу, потому что она делает всё, что я хочу и абсолютно не надоедает. То же самое происходит и со всеми другими моими фрейлинами. […] Все мои фрейлины очень красивы и очень забавны, каждая из них может принять участие в разговоре без риска его испортить».
С 1746 года, когда в королевском доме родился первый ребёнок, она также выполняла обязанности королевской гувернантки. Королева выражала беспокойство в том, что она недостаточно била детей, особенно наследного принца Густава. Тот же в своих воспоминаниях упоминал её с благодарностью и уважением.
Она занимала эти две должности до самой своей смерти в 1751 году, когда её сменили Ульрика Тессин в качестве обер-гофмейстерины и Ульрика Шёнстрём в качестве королевской гувернантки.